# Rie Takahashi
Rie Takahashi (高橋 李依 Takahashi Rie?, 27 de febrero de 1994) es una seiyū japonesa de la Prefectura de Saitama. Está representada por la agencia 81 Produce. Ganó el premio a la mejor mujer recién llegada en los 10° Seiyu Awards en el año 2016.

## Biografía
En 2012, después de graduarse de la escuela secundaria, asistió a la escuela de adiestramiento de actores 81 Actor's Studio. Mientras continuaba con sus clases, formó la unidad de actores de voz Anisoni∀. Después de graduarse de 81 Actors Studio en el 2013, ella se afilia a la agencia 81 Produce.[cita requerida]
En el año 2015, se unió también a Earphones, una unidad de canto, formado por las tres actrices de voz principales en la serie de anime Sore ga Seiyū!.
En 2016, saltó a la fama con los roles de Megumin en KonoSuba! y Mirai Asahina/Cure Miracle en Maho Girls PreCure!,  asimismo ganó el premio a "Mejor Actriz Revelación" junto con Sumire Uesaka y Aimi Tanaka durante la décima ceremonia de los Seiyū Awards.
En 2022, ha sido condecorada junto a Mikako Komatsu con el premio a "Mejor Actriz de Reparto"

## Filmografía
Los roles de personajes principales a los que da voz la actriz se marcan en negrita.

### Anime

#### Series de televisión
| Año  | Título                                                                                  | Rol                                                                     | Refs.           |
| ---- | --------------------------------------------------------------------------------------- | ----------------------------------------------------------------------- | --------------- |
| 2013 | Tokurei Sochi Dantai Stella Jo-Gakuin Kōtō-ka Shīkyūbu C³-bu                            | Chica C                                                                 | [ 7 ]           |
| 2013 | Seiyū Sentai Voicetorm 7                                                                | Amiga de Kosu, estudiante femenina                                      | [ 7 ]           |
| 2013 | Tanken Driland                                                                          | Hiba Nitoukomachi                                                       | [ 1 ]           |
| 2013 | Yowamushi Pedal                                                                         | Novia de Hiro                                                           | [ 1 ]           |
| 2013 | Pretty Rhythm                                                                           | Costumer 2                                                              | [ 7 ]           |
| 2014 | Aikatsu!                                                                                | Nagisa Tsutsumi                                                         | [ 7 ]           |
| 2014 | Kamigami no Asobi                                                                       | Estudiante A                                                            | [ 7 ]           |
| 2014 | Cardfight!! Vanguard: Legion Mate                                                       | Nicola, chico B                                                         | [ 7 ]           |
| 2014 | Captain Earth                                                                           | Ayana Aizawa                                                            | [ 1 ]           |
| 2014 | Norisuta!                                                                               | Chocola                                                                 | [ 1 ]           |
| 2014 | Shigatsu wa Kimi no Uso                                                                 | Audiencia                                                               | [ 7 ]           |
| 2014 | Kotorisanba de Aiueo                                                                    | Chocola                                                                 | [ 1 ]           |
| 2014 | Shirobako                                                                               | Uchida, Asistente de mezcla, Estudiante, Actor 1, Co-trabajador, Sakuma | [ 1 ]           |
| 2014 | Sora no Method                                                                          | Estudiante                                                              | [ 1 ]           |
| 2014 | Daitoshokan no Hitsujikai                                                               | Chica escolar D, oficinista 1                                           | [ 1 ]           |
| 2014 | Maken-ki!                                                                               | Asuka                                                                   | [ 1 ]           |
| 2014 | Yowamushi Pedal                                                                         | Locutor                                                                 | [ 7 ]           |
| 2015 | Go! Princess PreCure                                                                    | Escolar femenina                                                        | [ 7 ]           |
| 2015 | Cardfight!! Vanguard G                                                                  | Chica de Secundaria                                                     | [ 7 ]           |
| 2015 | Junketsu no Maria                                                                       | Dorothy                                                                 | [ 1 ]           |
| 2015 | Yowamushi Pedal GRANDE ROAD                                                             | Novia de Hiro, Audiencia, jugador de primaria                           | [ 7 ]           |
| 2015 | JoJo's Bizarre Adventure: Stardust Crusaders                                            | Chica B                                                                 | [ 1 ]           |
| 2015 | Mahō Shōjo Lyrical Nanoha ViVid                                                         | Linda, Yuna Purattsu                                                    | [ 1 ]           |
| 2015 | Sore ga Seiyū!                                                                          | Futaba Ichinose, Korori-chan                                            | [ 8 ]           |
| 2015 | Rampo Kitan: Game of Laplace                                                            | Kobayashi                                                               | [ 9 ]           |
| 2015 | Gakkō Gurashi!                                                                          | Miki Naoki                                                              | [ 10 ]          |
| 2015 | Comet Lucifer                                                                           | Kaon Lanchester                                                         | [ 11 ]          |
| 2016 | Saijaku Muhai no Bahamut                                                                | Noct Leaflet                                                            | [ 7 ]           |
| 2016 | Kono Subarashii Sekai ni Shukufuku o!                                                   | Megumin                                                                 | [ 12 ]          |
| 2016 | Maho Girls PreCure!                                                                     | Mirai Asahina / Cure Miracle                                            | [ 13 ]          |
| 2016 | Gakusen Toshi Asterisk 2nd Season                                                       | Elliot Forster                                                          | [ 7 ]           |
| 2016 | Re:Zero kara Hajimeru Isekai Seikatsu                                                   | Emilia                                                                  | [ 14 ]          |
| 2016 | Nejimaki Seirei Senki: Tenkyō no Alderamin                                              | Nanaqu Dal                                                              | [ 7 ]           |
| 2016 | Ange Vierge                                                                             | Code Omega 00 Yufiria                                                   | [ 7 ]           |
| 2016 | Keijo!!!!!!!                                                                            | Rin Rokudō                                                              | [ 7 ]           |
| 2017 | Akiba's Trip The Animation                                                              | Matome Mayonaka                                                         | [ 7 ]           |
| 2017 | Kono Subarashii Sekai ni Shukufuku o! 2                                                 | Megumin                                                                 | [ 7 ]           |
| 2017 | Ren'ai Bōkun                                                                            | Aqua Aino                                                               | [ 15 ]          |
| 2017 | Fukumenkei Noise                                                                        | Kanade Yuzuriha                                                         | [ 7 ]           |
| 2017 | Knight's & Magic                                                                        | Ernesti Echevarria                                                      | [ 16 ]          |
| 2017 | Battle Girl High School                                                                 | Misaki                                                                  | [ 7 ]           |
| 2017 | Gamers!                                                                                 | Riki Misumi                                                             | [ 7 ]           |
| 2017 | Animegataris                                                                            | Yui Obata                                                               | [ 7 ]           |
| 2018 | Yuru Camp△                                                                              | Saitō Ena                                                               | [ 17 ]          |
| 2018 | Karakai Jōzu no Takagi-san                                                              | Takagi-san                                                              | [ 18 ]          |
| 2018 | Death March Kara Hajimaru Isekai Kyōsōkyoku                                             | Zena Marienteil                                                         | [ 19 ]          |
| 2018 | Hakumei to Mikochi                                                                      | Mimi                                                                    | [ 7 ]           |
| 2018 | Comic Girls                                                                             | Tsubasa Katsuki                                                         | [ 20 ]          |
| 2018 | Inazuma Eleven: Ares no Tenbin                                                          | Noboru Sakanoue, Anna Mikado                                            | [ 7 ]           |
| 2018 | Caligula                                                                                | Shinohara Mifue                                                         | [ 7 ]           |
| 2018 | One Room Second Season                                                                  | Minori Nanahashi                                                        | [ 21 ]          |
| 2018 | Sirius the Jaeger                                                                       | Ryoko Naoe                                                              | [ 7 ]           |
| 2018 | Yuragi-sō no Yūna-san                                                                   | Sagiri Ameno                                                            | [ 7 ]           |
| 2018 | Inazuma Eleven: Orion no Kokuin                                                         | Noboru Sakanoue, Anna Mikado                                            | [ 7 ]           |
| 2018 | Hangyakusei Million Arthur                                                              | Titania                                                                 | [ 22 ]          |
| 2019 | Revisions                                                                               | Chang Lu Steiner                                                        | [ 23 ]          |
| 2019 | Mahō Shōjo Tokushusen Asuka                                                             | Nozomi Makino                                                           | [ 7 ]           |
| 2019 | Bakugan: Battle Planet                                                                  | Dan Kouzo                                                               | [ 24 ]          |
| 2019 | Hangyakusei Million Arthur 2nd Season                                                   | Titania                                                                 | [ 7 ]           |
| 2019 | Isekai Quartet                                                                          | Emilia, Megumin                                                         | [ 25 ]          |
| 2019 | Tejina-senpai                                                                           | Madara                                                                  | [ 26 ]          |
| 2019 | Joshi Kōsei no Mudazukai                                                                | Kanade "Majime" Ninomae                                                 | [ 7 ]           |
| 2019 | Karakai Jōzu no Takagi-san 2                                                            | Takagi-san                                                              | [ 27 ]          |
| 2019 | Isekai Cheat Magician                                                                   | Rin Azuma                                                               | [ 28 ]          |
| 2019 | Azur Lane                                                                               | Montpelier, Massachusetts                                               | [ 7 ]           |
| 2019 | Fate/Grand Order: Zettai Majuu Sensen Babylonia                                         | Mash Kyrielight                                                         | [ 7 ]           |
| 2020 | Heya Camp△                                                                              | Ena Saitō                                                               | [ 29 ]          |
| 2020 | Isekai Quartet 2                                                                        | Emilia, Megumin                                                         | [ 7 ]           |
| 2020 | Kakushigoto                                                                             | Hime Gotō                                                               | [ 30 ]          |
| 2020 | Bakugan: Armored Alliance                                                               | Dan Kouzo                                                               | [ 7 ]           |
| 2020 | Listeners                                                                               | Myū                                                                     | [ 31 ]          |
| 2020 | Princess Connect! Re:Dive                                                               | Ameth                                                                   | [ 32 ]          |
| 2020 | Arad: Gyakuten no Wa                                                                    | Meimei                                                                  | [ 7 ]           |
| 2020 | Re:Zero kara Hajimeru Isekai Seikatsu 2nd Season                                        | Emilia, Satella                                                         | [ 33 ]          |
| 2020 | Kanojo, Okarishimasu                                                                    | Sumi Sakurasawa                                                         | [ 34 ]          |
| 2020 | Assault Lily: Bouquet                                                                   | Shiori Rokkaku                                                          | [ 35 ]          |
| 2020 | One Room Third Season                                                                   | Minori Nanahashi                                                        | [ 36 ]          |
| 2021 | Re:Zero kara Hajimeru Isekai Seikatsu 2nd Season Part 2                                 | Emilia                                                                  | [ 7 ]           |
| 2021 | Yuru Camp△ Season 2                                                                     | Saitō Ena                                                               | [ 7 ]           |
| 2021 | Hataraku Saibō!!                                                                        | Nyuusankin (Aka)                                                        | [ 7 ]           |
| 2021 | Kanojo mo Kanojo                                                                        | Shino Kiryū                                                             | [ 37 ]          |
| 2021 | Bokutachi no Remake                                                                     | Ayaka Minori                                                            | [ 38 ]          |
| 2021 | Muteking the Dancing Hero                                                               | Aida                                                                    | [ 39 ]          |
| 2021 | Dragon Quest: Dai no daibouken                                                          | Flora                                                                   | [ 7 ]           |
| 2021 | Ancient Girl's Frame                                                                    | Reika Minamiya                                                          | [ 40 ]          |
| 2022 | Orient                                                                                  | Tsugumi Hattori                                                         | [ 41 ]          |
| 2022 | Karakai Jōzu no Takagi-san 3                                                            | Takagi-san                                                              | [ 7 ]           |
| 2022 | Dolls' Frontline                                                                        | Elder Brain                                                             | [ 42 ]          |
| 2022 | Tensai Ōji no Akaji Kokka Saisei Jutsu                                                  | Ninym Ralei                                                             | [ 43 ]          |
| 2022 | Insect Land                                                                             | Eden                                                                    | [ 44 ]          |
| 2022 | Shijō Saikyō no Daimaō, Murabito A ni Tensei Suru                                       | Ard Meteor (niño)                                                       | [ 45 ]          |
| 2022 | Estab-Life: Great Escape                                                                | Ferres                                                                  | [ 46 ]          |
| 2022 | Kanojo, Okarishimasu 2nd Season                                                         | Sumi Sakurasawa                                                         | [ 47 ]          |
| 2022 | Yōkoso Jitsuryoku Shijō Shugi no Kyōshitsu e 2nd Season                                 | Hiyori Shiina                                                           | [ 48 ]          |
| 2022 | Orient: Awajishima Gekitou-hen                                                          | Tsugumi Hattori                                                         | [ 49 ]          |
| 2022 | Saikin Yatotta Maid ga Ayashii                                                          | Lilith                                                                  | [ 50 ]          |
| 2022 | Akuyaku Reijō Nanode Rasubosu o Katte Mimashita                                         | Aileen Lauren d'Autriche                                                | [ 51 ]          |
| 2022 | Yūsha Party wo Tsuihou Sareta Beast Tamer, Saikyōshu no Nekomimi Shōjo to Deau          | Stella                                                                  | [ 52 ]          |
| 2022 | Akiba Maid Sensō                                                                        | Kon Kon Cafe Manager                                                    | [ 53 ]          |
| 2022 | Renai Flops                                                                             | Ilya Ilyukhin                                                           | [ 54 ]          |
| 2022 | Urusei Yatsura                                                                          | Pepper                                                                  | [ 7 ]           |
| 2023 | Tomo-chan wa Onnanoko!                                                                  | Tomo Aizawa                                                             | [ 55 ]          |
| 2023 | Sugar Apple Fairy Tale                                                                  | Mythril Lid Pod                                                         | [ 56 ]          |
| 2023 | High Card                                                                               | Sugar Peas                                                              | [ 57 ]          |
| 2023 | Ōyukiumi no Kaina                                                                       | Ririha                                                                  | [ 58 ]          |
| 2023 | Chibi Godzilla no Gyakushuu                                                             | Chibi Mothra                                                            | [ 59 ]          |
| 2023 | Jigokuraku                                                                              | Yuzuriha                                                                | [ 60 ]          |
| 2023 | Kono Subarashii Sekai ni Bakuen wo!                                                     | Megumin                                                                 | [ 61 ]          |
| 2023 | Kaminaki Sekai no Kamisama Katsudō                                                      | Dakini                                                                  | [ 62 ]          |
| 2023 | Otonari ni Ginga                                                                        | Chihiro Ibusuki                                                         | [ 63 ]          |
| 2023 | Oshi no Ko                                                                              | Ai Hoshino                                                              | [ 64 ]          |
| 2023 | Sugar Apple Fairy Tale Part 2                                                           | Mythril Lid Pod                                                         | [ 65 ]          |
| 2023 | Rurouni Kenshin: Meiji Kenkaku Romantan                                                 | Kaoru Kamiya                                                            | [ 66 ]          |
| 2023 | Kanojo, Okarishimasu 3rd Season                                                         | Sumi Sakurasawa                                                         | [ 67 ]          |
| 2023 | Kanojo mo Kanojo 2nd Season                                                             | Shino Kiryū                                                             | [ 68 ]          |
| 2024 | Yōkoso Jitsuryoku Shijō Shugi no Kyōshitsu e 3rd Season                                 | Hiyori Shiina                                                           | [ 69 ]          |
| 2024 | Ishura                                                                                  | Nihilo la Estampida Vórtice                                             | [ 70 ]          |
| 2024 | Dungeon Meshi                                                                           | Rinsha Fana                                                             | [ 71 ]          |
| 2024 | Sasaki to Pī-chan                                                                       | Hoshizaki-san                                                           | [ 72 ]          |
| 2024 | High Card Season 2                                                                      | Sugar Peas                                                              | [ 73 ]          |
| 2024 | Snack Basue                                                                             | Akemi                                                                   | [ 74 ]          |
| 2024 | Tensei Shitara Dai Nana Ōji Datta no de, Kimama ni Majutsu o Kiwamemasu                 | Ren                                                                     | [ 75 ]          |
| 2024 | Chibi Godzilla no Gyakushuu 2nd Season                                                  | Chibi Mothra                                                            | [ 76 ]          |
| 2024 | Yuru Camp△ Season 3                                                                     | Ena Saitō                                                               | [ 77 ]          |
| 2024 | Yoru no Kurage wa Oyogenai                                                              | Kano Yamanouchi                                                         | [ 78 ]          |
| 2024 | Kono Subarashii Sekai ni Shukufuku o! 3                                                 | Megumin                                                                 | [ 79 ]          |
| 2024 | Kaii to Otome to Kamikakushi                                                            | Shizuku Hayami                                                          | [ 80 ]          |
| 2024 | Oshi no Ko Season 2                                                                     | Ai Hoshino                                                              | [ 81 ]          |
| 2024 | Megami no Cafe Terrace 2nd Season                                                       | Mao Takasaki                                                            | [ 82 ]          |
| 2024 | Kono Sekai wa Fukanzen Sugiru                                                           | Akira                                                                   | [ 83 ]          |
| 2024 | Kimi to Boku no Saigo no Senjō, Arui wa Sekai ga Hajimaru Seisen Season II              | Vichyssoise Alek Hydra                                                  | [ 84 ]          |
| 2024 | Re:Zero kara Hajimeru Isekai Seikatsu 3rd Season                                        | Emilia                                                                  | [ 85 ]          |
| 2024 | Rekishi ni Nokoru Akujo ni Naru zo                                                      | Jill                                                                    | [ 86 ]          |
| 2024 | Rurouni Kenshin: Meiji Kenkaku Romantan: Kyoto Dōran                                    | Kaoru Kamiya                                                            | [ 87 ]          |
| 2024 | Shangri-La Frontier 2nd Season                                                          | Rust                                                                    | [ 88 ]          |
| 2024 | Ao no Miburo                                                                            | Sakura                                                                  | [ 89 ]          |
| 2024 | Urusei Yatsura 2nd Season                                                               | Pepper                                                                  | [ 90 ]          |
| 2025 | Ishura 2nd Season                                                                       | Nihilo la Estampida Vórtice                                             | [ 91 ] [ 92 ]   |
| 2025 | Honey Lemon Soda                                                                        | Serina Kanno                                                            | [ 93 ]          |
| 2025 | Guild no Uketsuke Jō Desu ga, Zangyō wa Iyananode Boss o Solo Tōbatsu Shiyō to Omoimasu | Alina Clover                                                            | [ 94 ]          |
| 2025 | Mahō Tsukai Precure!!: MIRAI DAYS                                                       | Mirai Asahina / Cure Miracle                                            | [ 95 ]          |
| 2025 | Kimi no Koto ga Dai Dai Dai Dai Daisuki na 100-nin no Kanojo 2nd Season                 | Iku Sutō                                                                | [ 96 ]          |
| 2025 | Muzik Tiger In the Forest                                                               | Toffee                                                                  | [ 97 ]          |
| 2025 | Witch Watch                                                                             | Kara Minami                                                             | [ 98 ]          |
| 2025 | Shiunji-ke no Kodomo-tachi                                                              | Ōka Shiunji                                                             | [ 99 ]          |
| 2025 | Chibi Godzilla no Gyakushuu 3rd Season                                                  | Chibi Mothra                                                            | [ 100 ]         |
| 2025 | Jidōhanbaiki ni Umarekawatta Ore wa Meikyū ni Samayō 2nd Season                         | Kikoyu                                                                  | [ 101 ]         |
| 2025 | Kanojo, Okarishimasu 4th Season                                                         | Sumi Sakurasawa                                                         | [ 102 ] [ 103 ] |
| 2025 | Tensei Shitara Dai Nana Ōji Datta no de, Kimama ni Majutsu o Kiwamemasu 2nd Season      | Ren                                                                     | [ 104 ] [ 105 ] |
| 2025 | Yano-kun no Futsū no Hibi                                                               | Izumi                                                                   | [ 106 ]         |
| 2026 | Jigokuraku 2nd Season                                                                   | Yuzuriha                                                                | [ 107 ]         |
| 2026 | Re:Zero kara Hajimeru Isekai Seikatsu 4th Season                                        | Emilia                                                                  | [ 108 ]         |
| 2026 | Mujikaku Seijo wa Kyō mo Muishiki ni Chikara o Tare Nagasu                              | Carolina                                                                | [ 109 ]         |
| 2026 | Akane-banashi                                                                           | Hikaru Koragi                                                           | [ 110 ]         |
| TBA  | Kimi ga Shinu made Koi wo Shitai                                                        | Sheena Totsuki                                                          | [ 111 ]         |
| TBA  | Isekai Quartet 3                                                                        | Emilia, Megumin                                                         | [ 112 ]         |

#### Películas
| Año  | Título                                                                          | Rol                          | Refs.   |
| ---- | ------------------------------------------------------------------------------- | ---------------------------- | ------- |
| 2015 | Kokoro ga Sakebitagatterunda.                                                   | Natsuki Nitō                 | [ 113 ] |
| 2016 | Precure All Stars Movie: Minna de Utau♪ - Kiseki no Mahou                       | Mirai Asahina / Cure Miracle | [ 114 ] |
| 2016 | Cure Miracle to Mofurun no Mahou Lesson                                         | Mirai Asahina / Cure Miracle | [ 114 ] |
| 2016 | Mahoutsukai Precure! Movie: Kiseki no Henshin! Cure Mofurun!                    | Mirai Asahina / Cure Miracle | [ 114 ] |
| 2017 | Precure Dream Stars! Movie                                                      | Mirai Asahina / Cure Miracle | [ 7 ]   |
| 2018 | Bungō Stray Dogs: Dead Apple                                                    | Mizuki Tsujimura             | [ 115 ] |
| 2018 | Re:Zero kara Hajimeru Isekai Seikatsu - Memory Snow                             | Emilia                       | [ 116 ] |
| 2019 | Kono Subarashii Sekai ni Shukufuku wo! Movie: Kurenai Densetsu                  | Megumin                      | [ 117 ] |
| 2019 | Re:Zero kara Hajimeru Isekai Seikatsu - Hyouketsu no Kizuna                     | Emilia                       | [ 118 ] |
| 2020 | Hataraku Saibō!!: Saikyou no Teki, Futatabi. Karada no Naka wa "Chou" Oosawagi! | Nyuusankin (Aka)             | [ 7 ]   |
| 2020 | Fate/Grand Order: Shinsei Entaku Ryouiki Camelot 1 - Wandering; Agateram        | Mash Kyrielight              | [ 119 ] |
| 2021 | Bishoujo Senshi Sailor Moon Eternal Movie 1                                     | Ves Ves                      | [ 120 ] |
| 2021 | Bishoujo Senshi Sailor Moon Eternal Movie 2                                     | Ves Ves                      | [ 120 ] |
| 2021 | Fate/Grand Order: Shinsei Entaku Ryouiki Camelot 2 - Paladin; Agateram          | Mash Kyrielight              | [ 7 ]   |
| 2021 | Kakushigoto Movie                                                               | Hime Gotō                    | [ 121 ] |
| 2021 | Fate/Grand Order: Shuukyoku Tokuiten - Kani Jikan Shinden Solomon               | Mash Kyrielight              | [ 122 ] |
| 2022 | Blue Thermal                                                                    | Kaori Mochida                | [ 123 ] |
| 2022 | Isekai Quartet Movie: Another World                                             | Emilia, Megumin              | [ 124 ] |
| 2022 | Karakai Jōzu no Takagi-san: La Película                                         | Takagi-san                   | [ 125 ] |
| 2022 | Yuru Camp△ Movie                                                                | Saitō Ena                    | [ 126 ] |
| 2023 | Ōyukiumi no Kaina: Hoshi no Kenja                                               | Ririha                       | [ 7 ]   |
| 2024 | Bloody Escape: Jigoku no Tōsou Geki                                             | Ferres                       | [ 127 ] |
| 2024 | i☆Ris the Movie: Full Energy!!                                                  | Shiro Risu                   | [ 128 ] |
| 2024 | Ganbatte Ikimasshoi                                                             | Riina Takahashi              | [ 129 ] |
| 2025 | Hyakuemu.                                                                       | Asakusa                      | [ 130 ] |

#### ONAs
| Año  | Título                                                   | Rol               | Refs.   |
| ---- | -------------------------------------------------------- | ----------------- | ------- |
| 2015 | Monster Strike                                           | Akane Noda        | [ 1 ]   |
| 2017 | Mobile Suit Gundam Thunderbolt 2nd Season                | Min Chau          | [ 7 ]   |
| 2017 | Kabushikigaisha G-anime Saiyou Concept Movie             | Shinnin           | [ 7 ]   |
| 2017 | Road to You                                              | Woman             | [ 7 ]   |
| 2018 | Devilman Crybaby                                         | Tako              | [ 7 ]   |
| 2020 | Zenonzard The Animation                                  | Hinaria Darkend   | [ 7 ]   |
| 2020 | Juunenbun no Watashi e                                   | Umi               | [ 7 ]   |
| 2021 | Bakugan: Geogan Rising                                   | Dan Kouzo         | [ 7 ]   |
| 2021 | Assault Lily: Fruits                                     | Shiori Rokkaku    | [ 7 ]   |
| 2021 | Tensai Ōji no Akaji Kokka Saisei Jutsu: Short Drama      | Ninym Ralei       | [ 7 ]   |
| 2021 | Getsuyōbi no Tawawa 2                                    | Maegami           | [ 131 ] |
| 2021 | Dou Shen Ji                                              | Xinglan Li        | [ 7 ]   |
| 2021 | Gundam Breaker: Battlogue                                | Sana Miyama       | [ 132 ] |
| 2022 | Bakugan: Evolutions                                      | Dan Kouzo         | [ 7 ]   |
| 2022 | Kakegurui Twin                                           | Sakura Miharutaki | [ 133 ] |
| 2022 | Romantic Killer                                          | Anzu Hoshino      | [ 134 ] |
| 2023 | Fate/Grand Order: Fujimaru Ritsuka wa Wakaranai          | Mash Kyrielight   | [ 135 ] |
| 2023 | Bakugan: Legends                                         | Dan Kouzo         | [ 7 ]   |
| 2023 | Good Night World                                         | Hana Kamuro       | [ 136 ] |
| 2024 | Fate/Grand Order: Fujimaru Ritsuka wa Wakaranai Season 2 | Mash Kyrielight   | [ 7 ]   |
| 2024 | High Card: The Flowers Bloom                             | Sugar Peas        | [ 137 ] |

#### OVAs
| Año  | Título                                                                              | Rol             | Refs.   |
| ---- | ----------------------------------------------------------------------------------- | --------------- | ------- |
| 2015 | Shigatsu wa Kimi no Uso: Moments                                                    | Setsuko         | [ 1 ]   |
| 2015 | Shirobako - The Third Girls Aerial Squad OVA                                        | Locutora        | [ 1 ]   |
| 2016 | Kono Subarashii Sekai ni Shukufuku wo!: Kono Subarashii Choker ni Shukufuku wo!     | Megumin         | [ 1 ]   |
| 2017 | Kono Subarashii Sekai ni Shukufuku wo! 2: Kono Subarashii Geijutsu ni Shukufuku wo! | Megumin         | [ 1 ]   |
| 2018 | Yuragi-sō no Yūna-san OVA                                                           | Sagiri Ameno    | [ 7 ]   |
| 2018 | Karakai Jōzu no Takagi-san: Water Slide                                             | Takagi-san      | [ 1 ]   |
| 2020 | Fate/Grand Carnival                                                                 | Mash Kyrielight | [ 7 ]   |
| 2022 | Totsukuni no Shōjo: Siúil, a Rún                                                    | Shiva           | [ 7 ]   |
| 2025 | Kono Subarashii Sekai ni Shukufuku wo! 3: Bonus Stage                               | Megumin         | [ 138 ] |

### Videojuegos
2014
- Ar Nosurge como  Tatoria[139]

2015
- Future Card Buddyfight como  Yuki Tendo[140]

2016
- Final fantasy XV como Y'Jhimei

2017
- Fire Emblem Heroes como Fjorm y Nifl
- KonoSuba: God's Blessing on this Wonderful World! Judgment on this Greedy Game! como  Megumin
- Magia Record como Sasara Minagi

2018
- Kirby Star Allies como Flamberge.
- Digimon ReArise como Michi Shinjo.

2019
- Pokémon Masters EX como Dawn y Lenora.

2020
- Kono Subarashii Sekai ni Shukufuku o! Fantastic Days como Megumin
- Genshin Impact como Hu Tao
- Higurashi no Naku Koro Ni Mei como Nao Hōtani
- Illusion Connect como Emilia
- Date a Live: Ren Dystopia como Ren

2021
- Shinobi Master Senran Kagura: New Link como Toki

## Premios y nominaciones
| Año  | Premios      | Categoría                   | Resultado | Refs.   |
| ---- | ------------ | --------------------------- | --------- | ------- |
| 2016 | Seiyū Awards | Mejores Actrices Revelación | Ganadora  | [ 141 ] |
| 2022 | Seiyū Awards | Mejor Actriz de Reparto     | Ganadora  | [ 142 ] |